# Idrissou Mora-Kpaï
Idrissou Mora-Kpaï (Béroubouay (Borgou), 14 juli 1967) is een Benins documentairemaker die vanaf zijn 19e jaar in Europa woont.

## Biografie
Afkomstig uit een adellijke familie van veehouders verhuisde Mora-Kpaï op dertienjarige leeftijd naar zijn grootvader in de havenstad Cotonou, waar hij naar school ging. Op negentienjarige leeftijd vertrok Mora Kpaï naar Algerije en reisde daarna via Italië naar Duitsland. Daar studeerde hij van 1988 tot 1993 Amerikanistiek aan de Vrije Universiteit Berlijn en van 1994 tot 1998 film- en televisieregie aan de Hochschule für Film und Fernsehen in Potsdam. In deze periode ontstonden verschillende korte films, waaronder Fake Soldiers, die 1999 op het belangrijkste Afrikaanse Filmfestival FESPACO in Ouagadougou (Burkina Faso) vertoond werd.
In 1999 verhuisde Idrissou Mora Kpaï naar Parijs, waar hij een filmproduktiebedrijf oprichtte, gespecialiseerd in documentaires. Zijn eerste lange documentaire, Si-Gueriki, la reine-mère (2002), bezorgde hem internationale belangstelling. In deze persoonlijke film keert Mora-Kpaï terug naar zijn geboortedorp in Benin waar hij het leven van zijn moeder en de tweede vrouw van zijn inmiddels overleden vader in kaart brengt. De film werd onder andere vertoond tijdens het Internationale Filmfestival van Cannes in 2003, het International Film Festival Rotterdam en tijdens het Copenhagen International Film Festival en kreeg op het Festival international du film francophone de Namur de prijs voor beste francophone documentaire (2003).
De documentaire Arlit: deuxième Paris (2005) geeft een aangrijpend beeld van de gevolgen van de uraniumwinning in Niger. Deze film heeft vele prijzen gewonnen, onder andere de prijs voor beste documentaire tijdens de Muestra de Cine Africano de Tarifa MCAT (Spanje).

Zijn laatste documentaire Indochine, sur les traces d’une mère (Indochina, sporen van een moeder, 2010) vertelt over de afstammelingen van Vietnamese vrouwen en Afrikaanse mannen die aan Franse zijde vochten in de Eerste Indochinese Oorlog. Op poëtische wijze laat Mora-Kpaï de identiteitsproblemen zien van de kinderen uit deze relaties, die aan het einde van de oorlog naar Afrika werden gestuurd en hun moeder nooit meer terug zagen.
In december 2013 ontving Mora-Kpaï een prijs van het Prins Claus Fonds, "als maker van schitterende, ontroerende en diepzinnige films, die een genuanceerd inzicht bieden in de verschillende Afrikaanse identiteiten en omstandigheden. Hij wordt geëerd wegens zijn inspanningen ten behoeve van documentair onderzoek en beeldcultuur op de breuklijn van het kolonialisme. Omdat hij verborgen geschiedenissen aan het licht brengt, die van groot belang zijn en weerklank vinden bij grote bevolkingsgroepen in de hele wereld. En omdat hij aantoont hoe belangrijk culturele productie is om op vooroordelen gebaseerde sociale en intellectuele conventies bij te stellen."

## Filmografie
- 1994: Model
- 1995: Ausländer
- 1995: Deux Miserables
- 1995: Lettre Video
- 1996: Fugace
- 1996: Transient
- 1999: Fake Soldiers
- 2002: Si-Gueriki, la reine-mère
- 2005: Arlit, deuxième Paris
- 2010: Indochine, sur les traces d'une mère